# Hytale
Hytale é um jogo eletrônico cancelado produzido pela Hypixel Studios e com o apoio da Riot Games.

## Desenvolvimento
O desenvolvimento de Hytale se iniciou em 2018, pela Hypixel Studios, conhecida por ser dona do maior servidor de Minecraft do mundo. O jogo foi feito para competir diretamente com o Minecraft. Em 2020, a Riot Games comprou a Hypixel Studios.
Em 2025, a Hypixel Studios confirmou que a Riot Games cancelou o jogo.